# Plaine de Torvioll
La plaine de Torvioll, connue de nos jours sous l'appellation de plaine de Shumbat, est située dans la région du Bas-Dibra, à l'est de l'Albanie, au nord de Peshkopi. La plaine est notamment célèbre pour avoir été le champ de bataille du premier affrontement entre les troupes de Scanderbeg et l'Empire ottoman, durant la bataille de Torvioll qui eut lieu le 29 juin 1444. La plaine est longue de 11 kilomètres et large de 4,8 kilomètres, s'étalant du mont Maran dans le Bas-Dibra jusqu'aux monts Mokra.